# Maty Mint Hamady
Maty Mint Hamady (arabisch أماتي بنت حمادي, DMG Amātī bt. Ḥammādī; * 21. November 1967 in Ayoûn el-Atroûs, Mauretanien) ist eine mauretanische Wirtschaftswissenschaftlerin und Politikerin (Union pour la République). Maty Mint Hamady regiert seit 2014 als Bürgermeisterin die mauretanische Hauptstadt Nouakchott.

## Leben

### Jugend und Ausbildung
Maty Mint Hamady wurde am 21. November 1967 in der südmauretanischen Stadt Ayoûn el-Atroûs geboren und wuchs in einer politisch aktiven Familie auf. Sie besuchte das Lycée de Garçons de Nouakchott in Nouakchott, das sie 1986 mit dem Baccalauréat abschloss. Nach ihrem Schulabschluss wechselte sie an die Universität von Nouakchott, dort studierte sie zunächst bis 1998 Wirtschaftswissenschaften, anschließend spezialisierte sie sich in ihrem Master auf öffentliche Wirtschaft. Sie schloss die Universität 1990 ab.

### Berufliche Tätigkeit
1991 begann Maty Mint Hamady in der Finanzabteilung des Rathauses der Hauptstadt Nouakchott zu arbeiten. 1993 stieg sie zur Leiterin der Steuerabteilung auf, 1997 stieg sie erneut zur Leiterin der Abteilung für auswärtige Beziehungen auf. 1999 wurde sie Richterin am Rechnungshof der Stadt. Maty Mint Hamady macht auch in den folgenden Jahren als Beamtin Karriere, 2006 wechselte ins Ministerium für Handel. Dort leitete sie zwei Jahre die Abteilung für Wettbewerb, Verbraucherschutz und Betrugskontrolle und wurde zudem Mitglied der mauretanischen Zentralbank. 2009 wechselte sie für kurze Zeit in die Privatwirtschaft und arbeitet bei dem Import- und Exportunternehmen SONIMEX.

### Politische Tätigkeit
Am 3. März 2011 wurde sie Ministerin für öffentliche Verwaltung, Arbeit und Verwaltungsmodernisierung. Unter ihrer Ägide wurde unter anderem der Mindestlohn von 21.000 (damals etwa 50 Euro) auf 30.000 (damals etwa 73 Euro) mauretanische Ouguiya angehoben. Sie hatte das Amt bis zum 12. Dezember 2013 inne.
Bei der Bürgermeisterwahl am 4. Februar 2014 trat Maty Mint Hamady mit ihrer Partei Union pour la République gegen den Kandidaten Mohamed Ould Elhacen der moderaten, islamischen Partei Tewassoul an und gewann diese. Sie ist damit die erste weibliche Bürgermeisterin der mauretanischen Hauptstadt bzw. der Städtegemeinschaft Nouakchott (Communauté urbaine de Nouakchott).

### Privat
Maty Mint Hamady ist verheiratet und hat drei Kinder. Sie spricht Arabisch und Französisch.